# Éparchie Saint-Josaphat de Parma des Ukrainiens
Liste des éparques de Saint-Josaphat à Parma (de rite ukrainien)
(Eparchia Sancti Iosaphat Parmensis)
L'éparchie de Saint-Josaphat à Parma (de rite ukrainien) est créée le 5 décembre 1983, par détachement de l'archéparchie de Philadelphie.

## Sont éparques
- 5 décembre 1983-29 juillet 2009 : Robert Moskal (Robert Mikhail Moskal)
- depuis le 29 juillet 2009 : John Bura

## Sources
- L'Annuaire Pontifical, sur le site http://www.catholic-hierarchy.org, à la page